# Escallonia gayana
Escallonia gayana är en tvåhjärtbladig växtart som beskrevs av Acevedo och Kausel. Escallonia gayana ingår i släktet Escallonia och familjen Escalloniaceae. Inga underarter finns listade i Catalogue of Life.